# Route nationale 340
Pour les articles homonymes, voir Route nationale 340 (homonymie).
La route nationale 340, ou RN 340, est une route nationale française reliant Haguenau à l'échangeur no 47 de l'A4 à Bernolsheim. Le décret du 5 décembre 2005 a prévu le transfert de cette voie rapide au département du Bas-Rhin, cette dernière a été déclassée en RD 1340.
Auparavant, la RN 340 reliait Hesdin à Ligny-sur-Canche, près de Frévent. À la suite de la réforme de 1972, la RN 340 a été déclassée en RD 340, le Pas-de-Calais ayant attribué le nom de RD 940 à l'ancienne RN 40 entre Pont-de-Briques et la limite du département de la Somme.

## De Haguenau à l'A4 (D 1340)
- Giratoire avec la RD 263
- Échangeur entre RD 1340 et RD 1063
- D 444 : Harthouse, Batzendorf
- D 139 : Niederschaeffolsheim, Harthouse, Batzendorf
- D 419 : Brumath, Rottelsheim, Wahlenheim, Pfaffenhoffen

## Ancien tracé d'Hesdin à Ligny-sur-Canche (D 340)
- Hesdin
- Marconne
- Sainte-Austreberthe
- Saint-Georges
- Vieil-Hesdin
- Wail
- Galametz
- Fillièvres
- Aubrometz
- Conchy-sur-Canche
- Boubers-sur-Canche
- Ligny-sur-Canche